# Caprice pour violon et orchestre de Louis Aubert
Le Caprice pour violon et orchestre est une œuvre de Louis Aubert en un seul mouvement de concert pour violon et orchestre, composée en 1924. La partition est éditée l'année suivante par les éditions Durand.

## Composition
Louis Aubert compose son Caprice pour violon et orchestre en 1924, ce qui « fait irrésistiblement penser au Tzigane de Ravel. La date de 1925 (éditions Durand) invite à opérer ce rapprochement, de même que l'esprit général et les références explicitement « tziganes » ou « hongroises » du discours. Une cadence semble aussi se souvenir du grand exemple d'Ysaÿe ».

## Présentation
L'œuvre est en un seul mouvement, « dans la forme d'un Allegro précédé d'une courte introduction » :
- Lento (cor anglais seul, rejoint par les cordes et le violon soliste) à 
 — transition à 
 ;
- Allegro à 
 ;
- Cadenza (con molto affeto) et A tempo (allegro) à 
.

La durée d'exécution est d'environ huit minutes.

## Orchestration
L'orchestre comprend 2 flûtes, un hautbois et un cor anglais, 2 clarinettes en si  et 2 bassons, pour les pupitres des vents. Les cuivres comptent 2 cors en Fa et 2 trompettes en Ut. La percussion se limite au seul triangle, avec la harpe et 2 timbales. Le quintette à cordes classique est composé des premiers violons, seconds violons, altos, violoncelles et contrebasses.

## Postérité
En 2005, le Dictionnaire de la musique dirigé par Marc Vignal mentionne que Louis Aubert « pratiqua aussi la critique musicale et fut élu à l'Institut en 1956 » mais ne donne le titre d'aucune de ses œuvres…

## Discographie
- Stéphanie Moraly (violon), Romain David (piano) — Louis Aubert, Intégrale de l'œuvre pour violon et piano (Sonate pour violon et piano, Caprice, Aubade, Madrigal), Sillages..., Romances, Lutins, Trois esquisses, Azur AZC 166, Festival international Albert-Roussel, 22-25 septembre 2018 (premier enregistrement mondial dans sa version pour violon et piano).

### Ouvrages généraux
- René Dumesnil, La musique contemporaine en France, t. I, Paris, Armand Colin, 1930, 218 p.
- Paul Pittion, La musique et son histoire : de Beethoven à nos jours, t. II, Paris, Éditions Ouvrières, 1960, 574 p. (BNF 33137562).
- Marc Vignal, Dictionnaire de la musique, Paris, Larousse, 2005, 1078 p. (ISBN 2-03-511001-7, lire en ligne), « Louis Aubert », p. 39-40.

### Monographies
- Louis Vuillemin, Louis Aubert : son œuvre, Paris, Éditions Durand, 1921, 72 p.

### Articles
- Vladimir Jankélévitch, Premières et Dernières Pages : Louis Aubert, Paris, Seuil, 1994 (1re éd. 1974), 318 p. (ISBN 2-02-019943-2 et 978-2-02-019943-8), p. 290-298.